# Торибио, Симеон
Симеон Гальвес Торибио (англ. Simeon Galvez Toribio; 3 сентября 1905, провинция Бохоль, Центральные Висайи — 5 июня 1969, Кармен, Центральные Висайи) — филиппинский легкоатлет, выступавший в прыжках в высоту и тройном прыжке. Бронзовый призёр летних Олимпийских игр 1932 года, участник летних Олимпийских игр 1928 и 1936 годов.

## Биография
Симеон Торибио родился 3 сентября 1905 года в филиппинском муниципалитете Лобок. Его родители перебрались сюда из города Замбоанга.
Начал заниматься лёгкой атлетикой в школе и вскоре стал выступать на национальном уровне.
Учился в университете Силиман в Думагете, параллельно подрабатывал в вузовском мебельном магазине. Выступал в легкоатлетических соревнованиях за университетскую команду, впоследствии представлял «Кардиналс Мапуа» из Манилы.
Неоднократно становился рекордсменом Филиппин в прыжках в высоту — начав с результата 1,85 метра, в 1928 году он довёл его до 1,95, а в 1930 году — до 2,00. Также выступал в тройном прыжке.
В 1927 году одержал первую победу на международных соревнованиях, выиграв золотую медаль Дальневосточных игр в Шанхае. В 1930 году в Токио и в 1934 году в Маниле завоевал на этих соревнованиях ещё две высших награды.
В 1928 году вошёл в состав сборной Филиппин на летних Олимпийских играх в Амстердаме. В прыжках в высоту занял 4-е место, показав результат 1,91 и уступив 3 сантиметра завоевавшему золото Бобу Кингу из США.
В 1930 году был удостоен звания величайшего легкоатлета Азии, а впоследствии был признан лучшим легкоатлетом Филиппин за 50 лет.
В 1932 году вошёл в состав сборной Филиппин на летних Олимпийских играх в Лос-Анджелесе. В прыжках в высоту завоевал бронзовую медаль, показав результат 1,97 и уступив по количеству попыток выигравшему золото Дункану Макнотону из Канады.
В 1936 году вошёл в состав сборной Филиппин на летних Олимпийских играх в Берлине. В прыжках в высоту поделил 12-21-е места, показав результат 1,85 и уступив 18 сантиметров завоевавшему золото Корни Джонсону из США. Был знаменосцем сборной Филиппин на церемонии открытия Олимпиады.
Во время Второй мировой войны был активным подпольщиком, боровшимся с японскими оккупантами. Однажды Торибио едва не арестовала японская военная полиция, однако офицер увидел у легкоатлета сувенир, подаренный японским императором, и освободил его.
После войны был известным инженером-строителем. В 1941—1953 годах был членом Палаты представителей Филиппин, где представлял провинцию Бохоль и Либеральную партию.
В 1955—1959 годах был вице-президентом Филиппинской любительской федерации лёгкой атлетики.
Умер 5 июня 1969 года в филиппинском муниципалитете Кармен.

## Личный рекорд
- Прыжки в высоту — 2,00 (1930)[2]